# Spargania narangilla
Spargania narangilla är en fjärilsart som beskrevs av Paul Dognin 1893. Spargania narangilla ingår i släktet Spargania och familjen mätare. Inga underarter finns listade i Catalogue of Life.